# L'educazione del genere umano
L'educazione del genere umano (Erziehung des Menschengeschlechts) è un saggio del 1780 del filosofo e scrittore tedesco Gotthold Ephraim Lessing. 
Esso approfondisce l'interpretazione storicistica delle religioni. Tale scritto fu completato un anno prima della morte dell'autore avvenuta nel 1781 a Wolfenbüttel. Il senso generale dell'opera è la difesa della religione naturale.

## Contenuto
(Gotthold Ephraim Lessing, L'educazione del genere umano [1790], trad. it. di Fabrizio Canfora, Palermo, Sellerio, 1997)
L'opera si articola in tre sezioni. In esse, Lessing concepisce la religione come una progressiva rivelazione, che si attua in maniera evolutiva, verso gradi sempre migliori di perfezione. 
In una sorta di filosofia della storia, egli segue la ragione umana evolversi progressivamente in accordo con le fasi della rivelazione della Verità religiosa, che sono essenzialmente tre, ognuna delle quali non ha pertanto un valore assoluto, ma relativo all'epoca umana di sviluppo. Esse sono:
- L'età dell'Antico Testamento, nel quale l'idea del Dio unico si fece strada nel popolo eletto, quello ebreo: si trattava di un popolo spiritualmente arretrato rispetto agli altri, che venne tuttavia educato fino ad acquisire la capacità di comprendere la complessità della propria religione e di raffrontarla con quella persiana, di cui ricevette l'influsso, giungendo alla dottrina dell'immortalità dell'anima.
- L'età del Nuovo Testamento, nel quale l'umanità fu in grado di ricevere gli insegnamenti del Cristo, elevandosi ad una concezione della moralità più alta e complessa.
- L'età della Ragione, quella del «nuovo Vangelo eterno», in cui l'essere umano si innalza ancor più ad un'idea del Bene da compiere di per sé, non in vista di ricompense da ricevere nella vita attuale o ultraterrena, né per un'ingiunzione acritica e dogmatica, ma per propria capacità autonoma.

(Gotthold E. Lessing, L'educazione del genere umano, 1780)
Identificando in tal modo rivelazione religiosa e pedagogia, per Lessing ogni progresso del singolo individuo si traduce in un progresso dell'intera umanità. Questo procedere per gradi ispira in lui, nelle ultime pagine dell'opera, la convinzione che esista la reincarnazione:
(Gotthold E. Lessing, L'educazione del genere umano, 1780)
L'esoterista Rudolf Steiner scorse nel pensiero di Lessing sulla reincarnazione una differenza significativa tra il modo in cui questa idea era affiorata per vie naturali in Occidente, al di fuori di ogni contatto con le opere orientali su tale argomento (non ancora tradotte in Europa), e la dottrina buddhista delle ripetute vite terrene: in quest'ultima esse riguardano esclusivamente la vicenda karmica del singolo individuo, mentre nella nuova concezione occidentale di Lessing, permeata dal cristianesimo, attengono a un progresso riguardante tutta l'umanità come fosse un solo grande organismo.
Così per Lessing l'idea delle ripetute vite terrene diventa una questione che riguarda tutta l'umanità; la fa diventare una questione relativa non solo alla singola anima ma più ancora all'intera evoluzione culturale della Terra. Affinché possa nascere una civiltà più avanzata, l'anima che vive nel diciannovesimo secolo deve trasporre nella sua esistenza attuale ciò che si è conquistata in tempi andati. L'idea di Lessing è che gli uomini debbano reincarnarsi per amore della Terra e della sua civiltà.
L'idea della reincarnazione affiora così come una questione che riguarda l'umanità. [...] Siccome tutta l'umanità è unita al Cristo, chi professa la propria fede in Lui sente di far parte dell'umanità intera.»
(Rudolf Steiner, Il fenomeno uomo: da Gesù a Cristo, § 9, La redenzione come evento nel cosmo e nell'uomo, conferenza del 13 ottobre 1911)
Steiner osservava che l'Occidente era giunto così agli stessi identici risultati del buddismo pur percorrendo una via completamente diversa.